# Marathonbet
Marathonbet je kompanija za klađenje na mreži koja je započela u zemljama Zajednice Nezavisnih Država (ZND) 1997. godine,   pokrenuvši mrežu 2002. godine.
MarathonBet ima vlastitu aplikaciju za Android i Apple uređaje. Aplikacija je dostupna na tri jezika: engleskom, nemačkom i slovenačkom.

## Brend partneri
Marathonbet je partner i šampiona Premijer lige 2018/19 Mančester Sitija, a takođe je partner španskih timov Sevilja i Đirona, te ukrajinskog prvoligaša Karpata.
U proleće 2019. Marathonbet se preselio na tržište LATAM, dogovorivši partnerske ugovore s klubovima u Čileu (Everton iz Vinja del Mar) i Peruu (Deportivo Municipal i Universitario de Deportes).

## Skandal sa prevarom
Uprava za oglašavanje u Velikoj Britaniji (ASA) izdala je upozorenje operateru Marathonbet u vezi s obmanjujućom promocijom, koja nije jasno stavila do znanja da će se dio dobitaka kupaca isplatiti besplatnim opkladama.
U promotivnom tekstu stajalo je: “Nova ponuda za kupce … 2/1 Willie Mullins, najbolji trener”, dok je manji tekst ispod glasio: “Maksimalna opklada 10 £. Minimalni ulog 5 £. Samo 5 GBP vaše opklade uplaćeno s koeficijentom 2/1. Poboljšana cena plaća se kao besplatna opklada … ”Marathonbet.co.uk promovisao je ponudu u martu za nove korisnike festivala Čeltenam, s jednim podnosiocem žalbe, koji je smatrao da su uslovi ponude nejasni, naglasivši da je oglas obmanjujuć. Uprkos Marathonbetovom odgovoru da su u oglasu jasno istaknute značajne kvalifikacije i ograničenja ponude, hiperveza “uslovi i odredbe” u oglasu govori kupcima kako učestvovati i kako će se isplaćivati dobici, žalbu je podržala ASA. ASA je smatrala da tekst u promociji nije na jasan način objasnio na što se odnose „poboljšana cena“ i „besplatna opklada“. Nadalje, rečeno je: “U kontekstu oglasa u celini smatrali smo da bi potrošači koji sudeluju u ponudi očekivali da im se dobitak isplati u gotovini s kvotom 2/1.” Na kraju, ASA je izjavio da se „oglas ne sme ponovno prikazivati u trenutnom obliku“, dok Marathonbet mora osigurati da budući oglasi jasno daju do znanja „hoće li se deo dobitaka korisnilu isplatiti u besplatnim opkladama.